# Sellent
Sellent (valencianisch auch Sallent de Xàtiva) ist eine Gemeinde (Municipio) mit 383 Einwohnern (Stand: 2024) in der spanischen Provinz Valencia. Sie befindet sich in der Comarca Ribera Alta.

## Geografie
Sellent liegt etwa 40 Kilometer südsüdwestlich von Valencia in einer Höhe von ca. 80 m.

## Demografie
| 1900 | 1930 | 1950 | 1970 | 1981 | 1991 | 2001 | 2011 | 2021 |
| ---- | ---- | ---- | ---- | ---- | ---- | ---- | ---- | ---- |
| 391  | 552  | 583  | 516  | 513  | 490  | 472  | 427  | 377  |

## Sehenswürdigkeiten
- Reste der arabischen Burganlage
- Kirche der Unbefleckten Empfängnis